# Ulrich (Mecklenburg)

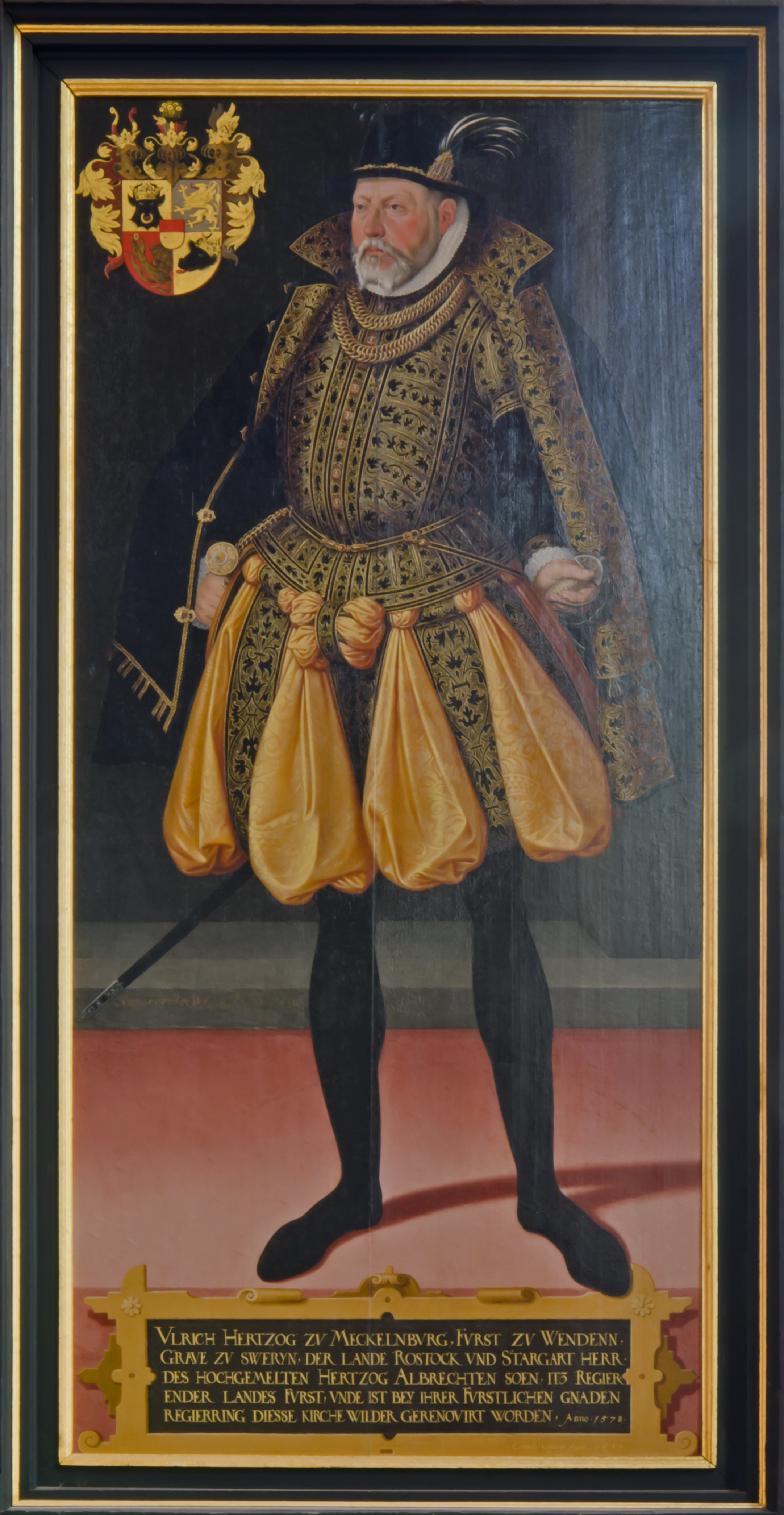
Ulrich, Herzog zu Mecklenburg, 1578 (Doberaner Münster)

Ulrich, Herzog zu Mecklenburg [-Güstrow] (* 5. März 1527 in Schwerin; † 14. März 1603 in Güstrow) war Herzog zu Mecklenburg von 1555/56 bis 1603 und zuletzt Nestor des deutschen Reichsfürstenrates. In älterer Literatur wurde er mitunter einerseits (als Administrator des Bistums Schwerin) als Ulrich I., andererseits (als Herzog zu Mecklenburg) auch als Ulrich III. gezählt.

## Leben und Wirken
Ulrich war der dritte Sohn von Herzog Albrecht VII. dem Schönen (1488–1547) und dessen Gemahlin Anna von Brandenburg. Nachdem durch die Beteiligung Albrechts VII. an der dänischen Grafenfehde der Güstrower Landesteil völlig überschuldet war, überließ Ulrich nach dem Tod des Vaters die Regierung dieses völlig überschuldeten Teilgebietes zunächst seinem älteren Bruder Johann Albrecht I., wurde aber wie sein nächst jüngerer Bruder, Herzog Georg († 1552), vom Kaiser belehnt.
Ulrich kam 12-jährig zur Erziehung an den bayerischen Hof. 1539 studierte er zusammen mit Philippus Rudolf zu Herben-Schlüben Theologie und Rechtswissenschaft an der Universität Ingolstadt. Sein Mitstudent war dort auch sein Altersgenosse, Herzog Albert von Bayern. Nach dem Tod des Vaters verzichtete er zunächst auf eine Regierungsbeteiligung. Er nahm seinen Wohnsitz in der Bischofsburg zu Bützow und folgte 1550 seinem Vetter Herzog Magnus III. von Mecklenburg (1509–1550) als Administrator des Bistums Schwerin. Am 15. Februar 1556 heiratete er dessen Witwe Elisabeth, eine Tochter König Friedrichs I. von Dänemark. Die Wahlhandlung durch das Domkapitel fand am 26. März 1550 im Dominikanerkloster zu Wismar statt; die Postulation erfolgte einstimmig trotz Bedrohung des Wahlgremiums durch einen anderen Kandidaten, den Herzog Heinrich Georg. Am folgenden Tag erhielt er die Niederen Weihen durch den Schweriner Weihbischof Magnus Haraldsson.
Nach dem Tod seines Onkels Herzog Heinrich V. zu Mecklenburg (1503–1552) drang Ulrich vertragsgemäß auf eine Beteiligung an der Landesherrschaft, zumal sein Bruder Johann Albrecht I. auch wenig zur Tilgung der Schulden beitrug, sondern diese eher noch vermehrte durch seine Beteiligung am auf den Schmalkaldischen Krieg folgenden sogenannten Fürstenkrieg gegen den Kaiser 1552 und durch großzügiges Mäzenatentum von Kunst und Wissenschaft. Es entbrannte ein heftiger Erbschaftsstreit, der 1556 mit dem Ruppiner Machtspruch des brandenburgischen Kurfürsten Joachim II. beigelegt wurde.

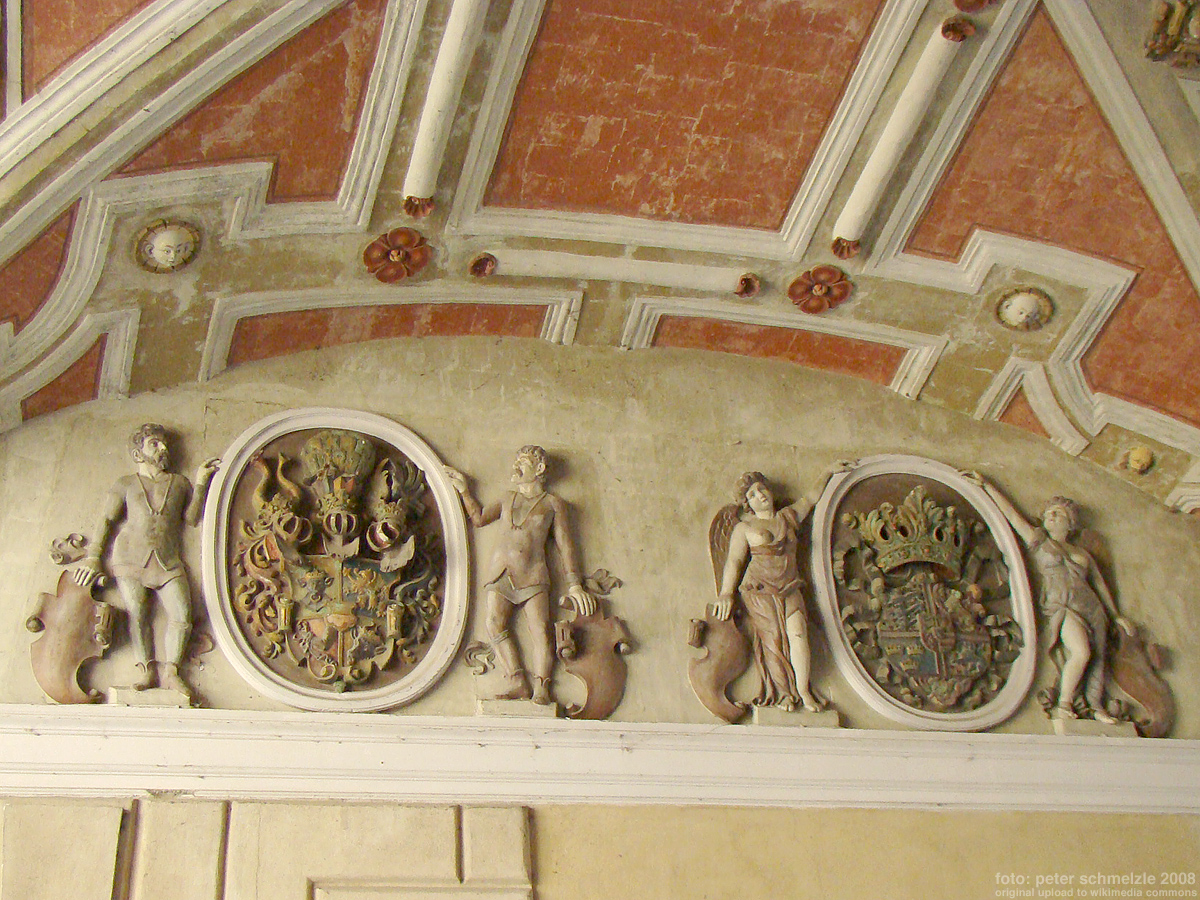
Wappen von Herzog Ulrich und seiner Frau Elisabeth von Dänemark in der Tordurchfahrt von Schloss Güstrow

Am 17. Februar 1555 wurde Ulrich Mitregent seines Bruders und erhielt Heinrichs V. Anteil an Mecklenburg mit den Ämtern Boizenburg, Walsmühlen, halb Schwerin, Grevesmühlen, Mecklenburg, Schwaan, halb Güstrow, Gnoien, Stavenhagen, halb Stargard, Feldberg, Wesenberg, halb Wredenhagen, Plau, Grabow und Gorlosen. 1556 tauschten die miteinander zerstrittenen herzoglichen Brüder das halbe Amt Schwerin gegen das halbe Amt Güstrow aus, sodass Ulrich von nun allein über „Amt und Hauß“ Güstrow als Residenz gebot, während Johann Albrecht I. die Residenz Schwerin wählte. Außerdem gelangten noch einige säkularisierte Klöster zur Verteilung, von denen Ulrich Eldena, Neukloster, Dargun, Broda und halb Doberan erhielt. Die Landesteilung war so angelegt, dass jeder der beiden Landesteile ungefähr 1,7 Millionen Gulden wert war, zugleich aber die schachbrettartige Verteilung der Ämter die herzoglichen Brüder zur Beibehaltung der gemeinsamen Landesregierung zwang. Nach dem Tod des Bruders (1576) übernahm Ulrich mehrfach die vormundschaftliche Regierung für dessen Nachkommen. So für dessen Sohn Johann VII. von 1576–1585 und dessen Enkel Adolf Friedrich I. bis 1603. Von der hoch verschuldeten Schweriner Linie erwarb Ulrich nacheinander die Ämter Bukow, Neukalen, Ivenack und halb Wredenhagen pfandweise zu seinem Landesteil hinzu. Ulrich errichtete das Güstrower Schloss als seine Hauptresidenz. Seine Nebenresidenzen waren die Burg Stargard, der Fürstenhof Neubrandenburg sowie die Schlösser Dargun, Doberan und Bützow.
1582 veranstaltete er die letzte prunkvolle Reichstagsfahrt eines mecklenburgischen Fürsten mit großem Gefolge zum Reichstag nach Augsburg.

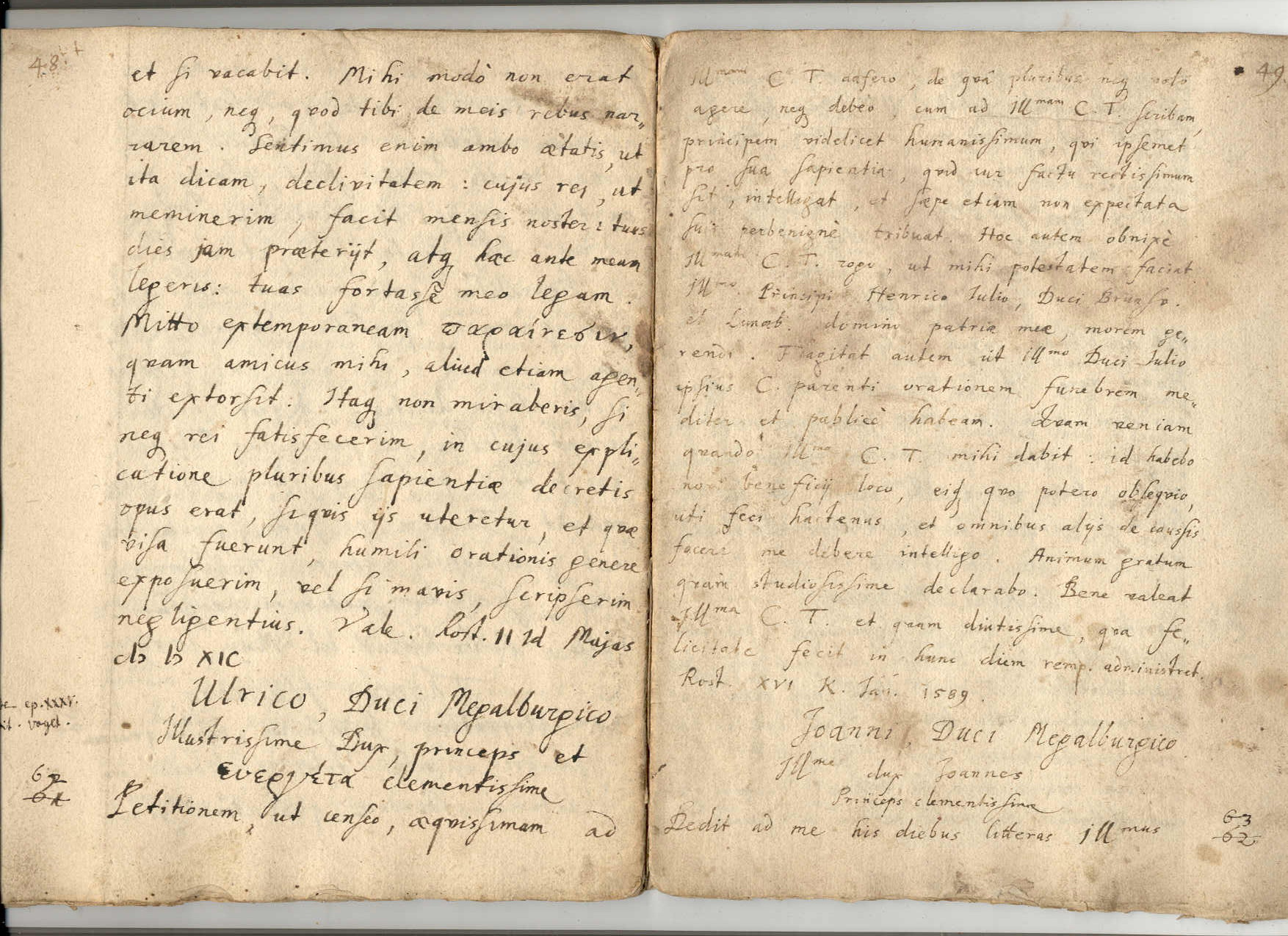
Brief von Johannes Caselius aus Rostock an Ulrich, Herzog von Mecklenburg in Schwerin, April/Mai 1589 (Abschrift 17. Jh.)

Ulrich verkörperte den Typus des universal gebildeten, neuzeitlichen Fürsten. Er entwickelte sich zu einem der bedeutendsten Fürsten der mecklenburgischen Dynastie. Ihm kam dabei seine ruhige und bedachte Art, mitunter auch das Glück des Tüchtigen zugute. Ihm gelang es, seine Landeshälfte weitgehend schuldenfrei zu halten, er hinterließ bei seinem Tod sogar ein Vermögen von ungefähr 200.000 Gulden. Ulrich beteiligte sich im Austausch mit Tycho Brahe und David Chytraeus an der wissenschaftlichen Diskursen seiner Zeit und korrespondierte mit Humanisten wie Heinrich Rantzau und Johannes Caselius. Er organisierte 1594 als Oberster des Niedersächsischen Reichskreises die Militär- und Finanzhilfe gegen den drohenden Türkeneinfall und war lange Nestor des deutschen Reichsfürstenrates. Er wurde einen Monat nach seinem Tod mit den prunkvollsten Begräbnisfeierlichkeiten, die Güstrow jemals erlebt hat, im dortigen Dom bestattet, wo Philipp Brandin ein monumentales Wandgrab für ihn und seine Gemahlinnen schuf, welches von dessen Nachfolger Claus Midow vollendet wurde.

„Anno 1603, den 14. Martij, ist der hochlobliche furst und herr hertzogh Ulrich von Meckelnburg gestorben zu Gustrow. Und ist die furstliche leiche den 14. Aprilius in großer solennitet und großer versamlung vieler vornehmer hern und leuten zu Gustrow in das furstliche begrebnißgewölbe in einem zinnern sarcke zu ihrer ruhe niedergesetzet worden. Die deutsche leichendpredige ist von doctor Luca Backmeistern [d. h. Lucas Bacmeister ] gehalten worden.“

## Bedeutung

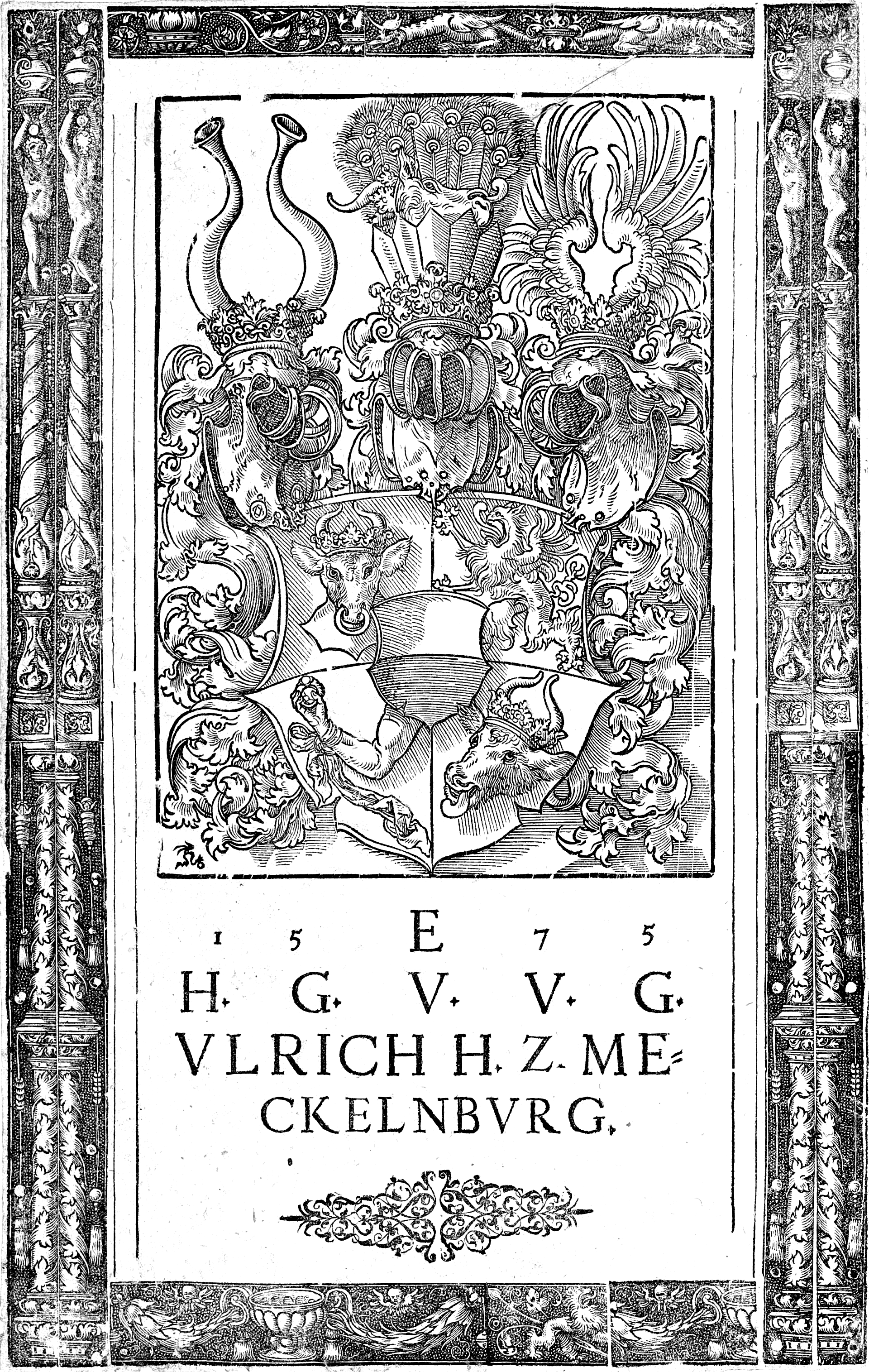
Wappen des Herzogs Ulrich (1575, Herzog August Bibliothek)

Ulrich war vor allem Innenpolitiker. Sein besonderes Augenmerk galt dem gemeinen Nutzen. Anleitung hierfür fand Ulrich in Martin Luthers Schrift Von weltlicher Obrigkeit, in der der Kirchenreformator einst einem jeden deutschen Landesfürsten als erstes Gebot aufgetragen hatte, dem gemeinen Nutzen der Untertanen so zu dienen, als ob sie zu ihrem eigenen Wohl handelten. Der lutherischen Theologie zufolge war ein nicht auf diese Weise regiertes Land ansonsten dauernder Gefahr göttlicher Bestrafungen ausgesetzt, die sich in Form von Krieg und Feuer, Missernten und Hunger äußern mochten. Um also das Herzogtum Mecklenburg vor derlei Gefahren zu beschützen, ordnete Herzog Ulrich sowohl Landeskirche als auch Justiz und Landesverwaltung nicht allein auf dem Papier, sondern sorgte mit Strenge und Hartnäckigkeit dafür, dass vielem davon nachgekommen wurde. Nur vor dem Hintergrund lutherischer Staatstheorie ist zu verstehen, weshalb Ulrich sich gänzlich in den Nutzen des Landes stellte, viele im Land aufgetretene Rechtsstreitigkeiten persönlich entschied und sich hierzu tagtäglich viele Stunden lang mit seinem Kanzler und anderen Juristen beriet. Den klimatischen Einbruch der Kleinen Eiszeit vermochte er allerdings trotz aller Fürsorge und landesfürstlicher Aufsicht nicht zu verhindern. Seit den 1570er Jahren vermehrt in Mecklenburg auftretende Missernten und insbesondere die Hungerkatastrophe von 1597/1598 begriff Ulrich als göttliche Strafen und fasste sie zugleich als Ansporn auf, das Land noch besser zu ordnen. Besonders langlebig war die noch kurz vor seinem Tod veröffentlichte Revidierte Kirchenordnung, die bis zum Ende der Monarchie galt.
Auch die Außenpolitik Ulrichs wurde bedächtig geführt. Vom Regierungsantritt bis zum Tod führte er nicht einen Krieg. Noch weniger konnte er Konfessionskriegen abgewinnen, war daher auch nicht am Schmalkaldischen Krieg oder wie seine Brüder am Feldzug von 1552 beteiligt. Ulrich war strenggläubiger Lutheraner, weil er diesen Glauben durch Schriftgemäßheit fest begründet sah. Zugleich war er konfessionellen Eiferern aller Richtungen abhold. Er suchte die Lehrstreitigkeiten auf die Universitäten zu begrenzen, sie waren der Ort für die Diskussion. In der Landeskirche galt dann die etablierte wissenschaftliche Meinung. Mithin hielt er sich zur Fraktion reichstreuer Lutheraner unter Führung seines Vetters Kurfürst August von Sachsen und unterstützte die Bewegung zur Konkordienformel von 1577 und zum Konkordienbuch von 1580, die er beide unterzeichnete – auch als Vormund seiner Neffen Johann VII. und Sigismund August von Mecklenburg –, weil er sie als ein Werk der Einigung und nicht der Spaltung verstand.
Aufgrund von Ulrichs Festhalten am Recht wurde er auch zu etlichen Vermittlungen hinzugezogen. So war er insbesondere mit seinem Vetter Kurfürst August als Vermittler zwischen Friedrich II. von Dänemark und den Herzögen Johann von Schleswig-Holstein-Sonderburg und Adolf von Schleswig-Holstein-Gottorf tätig, zu denen er gleichfalls exzellente Beziehungen hatte. Zu weiterem Ansehen gelangte Ulrich, als er 1588 seinem Schwager Herzog Adolf von Schleswig-Holstein-Gottorf als Oberst des Niedersächsischen Reichskreises folgte.

## Nachkommen

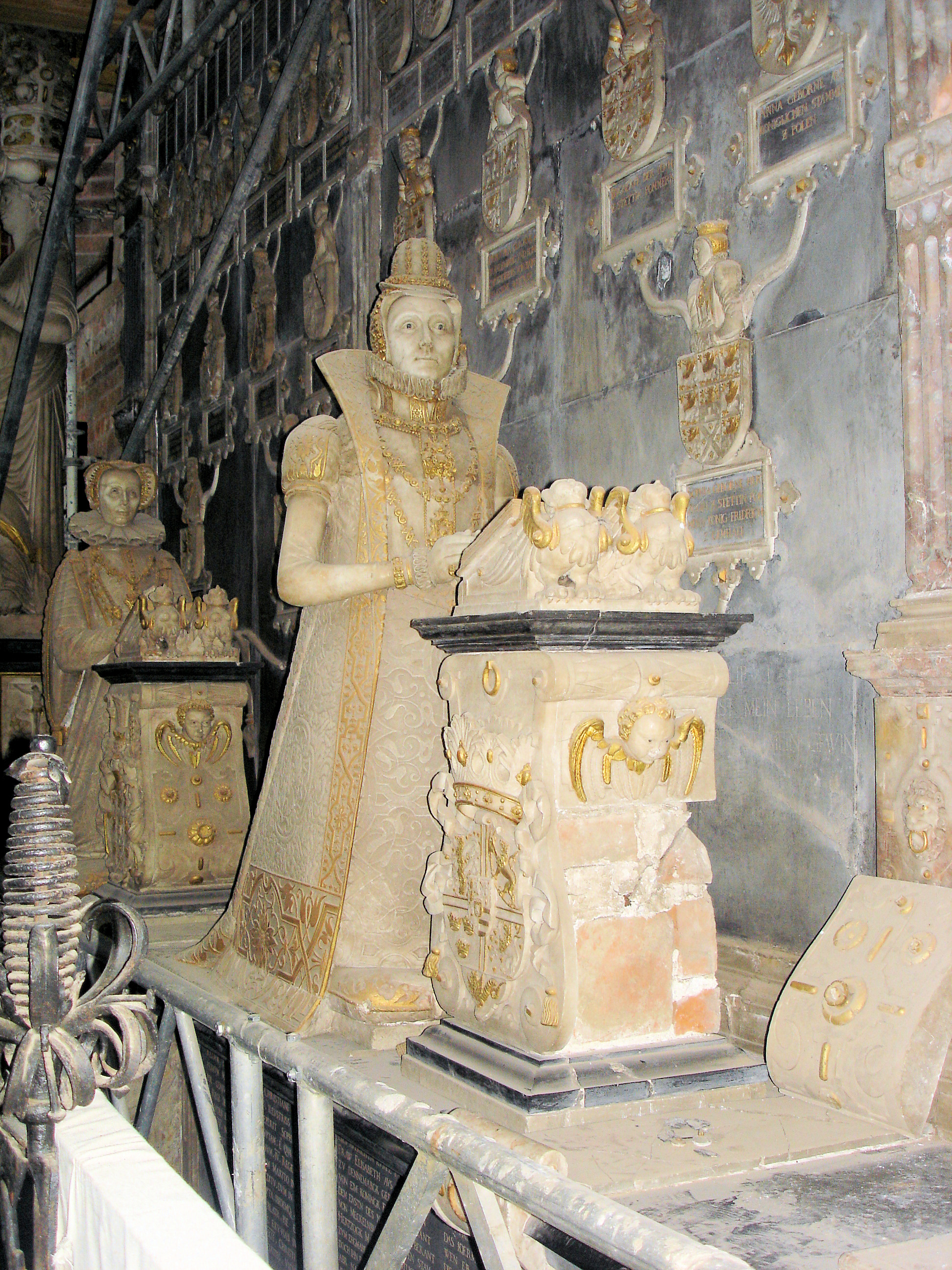
Elisabeth von Dänemark (vorn) und Anna von Pommern (hinten), Wandgrab im Dom zu Güstrow (Zustand 2009, vor der Restaurierung)

Sein einziges Kind aus der Ehe mit Elisabeth von Dänemark, Sophie, wurde mit König Friedrich II. von Dänemark verheiratet. Neben König Christian IV. ging aus dieser Ehe auch Prinz Ulrich von Dänemark hervor, seinem Großvater zu Ehren benannt. Dieser Ulrich folgte seinem Großvater auch als Administrator des Stifts Schwerin. Auch ein Sohn Christians IV. wurde zum Gedächtnis an den bedeutenden mecklenburgischen Herzog gleichfalls Ulrich genannt, dieser folgte als Ulrich III. im Stift Schwerin. Ulrichs zweite Ehe mit Anna von Pommern (* 1554; † 1626), Tochter des Herzogs Philipp I. von Pommern und der Maria von Sachsen, blieb kinderlos.